# ای‌پی‌تی.
ای‌پی‌تی. (انگلیسی: Apt.؛ کره‌ای: 아파트) (منتشر شده در سنگاپور با عنوان ۹:۵۶) فیلم دلهره‌آور محصول کره جنوبی در سال ۲۰۰۶ به نویسندگی، کارگردانی و تهیه‌کنندگی آن بیونگ کی و با بازی کو سو یونگ است. این فیلم بر پایه وب‌تونی از کانگ فول است. عنوان ای‌پی‌تی. برگرفته از واژه انگلیسی Apartment است.

## بازیگران
- کو سو یونگ در نقش اوه سه جین
- کانگ سونگ جین در نقش کارآگاه یانگ نا سون
- جانگ هی جین در نقش یو جون
- پارک ها سون در نقش جونگ هونگ
- کیم دونگ ووک در نقش شین جونگ سو
- یوکو فوکی در نقش زنی در مترو